# Stagione 1980-1981 di snooker
La stagione 1980-1981 di snooker è la 13ª edizione di una stagione di snooker. Ha preso il via il 18 giugno 1980 ed è terminata il 16 maggio 1981, dopo diciassette tornei professionistici, cinque in meno della stagione precedente, suddivisi in uno valido per la classifica mondiale, e sedici non validi, cinque in più della stagione precedente.

## Calendario

### Main Tour
| N° | Date di gioco                      | Torneo                             | N° edizione | Città      | Impianto                             | Vincitore       | Finalista       | Risultato |
| -- | ---------------------------------- | ---------------------------------- | ----------- | ---------- | ------------------------------------ | --------------- | --------------- | --------- |
| 1  | dal 18 al 20 giugno 1980           | Australian Masters                 | 2ª          | Sydney     | Channel 10 Television Studios        | John Spencer    | Dennis Taylor   |           |
| 2  | dal 13 al 31 agosto 1980           | Canadian Open                      | 7ª          | Toronto    | Canadian National Exhibition Stadium | Cliff Thorburn  | Terry Griffiths | 17-10     |
| 3  | dal 2 al 12 ottobre 1980           | Champion of Champions              | 2ª          | Londra     | New London Theatre                   | Doug Mountjoy   | John Virgo      | 10-8      |
| 4  | dal 18 al 26 ottobre 1980          | World Challenge Cup                | 2ª          | Londra     | New London Theatre                   | Galles          | Canada          | 8-5       |
| 5  | dal 16 al 29 novembre 1980         | UK Championship                    | 4ª          | Preston    | Preston Guild Hall                   | Steve Davis     | Alex Higgins    | 16-6      |
| 6  | 1° e 2 dicembre 1980               | The Classic                        | 2ª          | Farnworth  | Blighty's                            | Steve Davis     | Dennis Taylor   | 4-1       |
| 7  | dal 28 al 31 dicembre 1980         | Pot-Black                          | 13ª         | Birmingham | BBC Studios                          | Cliff Thorburn  | Jim Wych        | 2-0       |
| 8  | dal 27 gennaio al 1º febbraio 1981 | The Masters                        | 7ª          | Londra     | Wembley Conference Centre            | Alex Higgins    | Terry Griffiths | 9-6       |
| 9  | dal 5 all'8 febbraio 1981          | Welsh Professional Championship    | 4ª          | Ebbw Vale  | Ebbw Vale Leisure Centre             | Ray Reardon     | Cliff Wilson    | 9-6       |
| 10 | dal 18 al 21 febbraio 1981         | Irish Masters                      | 4ª          | Kill       | Goffs Property                       | Terry Griffiths | Ray Reardon     | 9-7       |
| 11 | 24 e 25 febbraio 1981              | Tolly Cobbold Classic              | 3ª          | Ipswich    | Corn Exchange                        | Graham Miles    | Cliff Thorburn  | 5-1       |
| 12 | dal 2 all'8 marzo 1981             | Yamaha Organs Trophy               | 1ª          | Derby      | Assembly Rooms                       | Steve Davis     | David Taylor    | 9-6       |
| 13 | dall'8 al 15 marzo 1981            | English Professional Championship  | 1ª          | Birmingham | Haden Hill Leisure Centre            | Steve Davis     | Tony Meo        | 9-3       |
| 14 | dal 12 al 14 marzo 1981            | Irish Professional Championship    | 6ª          | Coleraine  | Riverside Theatre                    | Dennis Taylor   | Patsy Fagan     | 22-21     |
| 15 | dal 7 al 20 aprile 1981            | Campionato mondiale                | 50ª         | Sheffield  | Crucible Theatre                     | Steve Davis     | Doug Mountjoy   | 18-12     |
| 16 | dal 24 al 26 aprile 1981           | Scottish Professional Championship | 10ª         | Kildrum    | Cumbernauld Theatre                  | Ian Black       | Matt Gibson     | 11-7      |
| 17 | dal 9 al 16 maggio 1981            | Pontins Professional               | 8ª          | Prestatyn  | Pontins                              | Terry Griffiths | Willie Thorne   | 9-8       |

Legenda:
      Titolo Ranking
      Titolo Non-Ranking
      Evento a squadre